# Przedmieście Ząbkowickie (Kłodzko)
Przedmieście Ząbkowickie (niem.: Frankensteiner Vorstadt) – historyczne przedmieście (dzielnica) Kłodzka, położona w centralnej części miasta, na lewym brzegu Nysy Kłodzkiej. Powstało jako jedno z pierwszych przedmieść miasta już w średniowieczu i oficjalnie zostało włączone do Kłodzka w XVIII wieku. Zamieszkuje je ponad tysiąc mieszkańców.

## Geografia

### Położenie geograficzne
Przedmieście Ząbkowickie położone jest w centralnej części Kłodzka. Graniczy na północy z osiedlem im. św. Wojciecha, na zachodzie i południu ze Starym Miastem, na wschodzie poprzez Nysę Kłodzką z Jurandowem oraz Przedmieściem Wojciechowickim, a na południu poprzez Młynówkę i Nysę Kłodzką z Przedmieściem Piasek. Od centrum miasta oddalone jest o ok. 0,2 km.

### Warunki naturalne
To historyczne przedmieście położone jest na wysokości około 290–326 m n.p.m. Ciągnie się ono wąskim terenem położonym pomiędzy Forteczną Górą a Nysą Kłodzką. Teren ten ograniczony jest od wschodu gwałtownie opadającym w kierunku rzeki stokiem, zaś od zachodu innym stokiem, który stromo wznosi się w kierunku twierdzy. Otoczenie zajmuje w zdecydowanej większości obszar zabudowany.

## Historia

### Początki i okres średniowiecza
Przedmieście Ząbkowickie należy do jednych z najstarszych dzielnic Kłodzka. Jego początki związane są z napływem do ziemi kłodzkiej ludności pochodzenia niemieckiego w średniowieczu. Nowi osadnicy, którymi byli w większości kupcy, założyli między wschodnim stokiem Góry Fortecznej, a lewobrzeżną skarpą Młynówki kolonię, co miało miejsce najpóźniej w latach 30. XIII wieku. O ulokowaniu w tym miejscu osady zdecydowały takie czynniki jak: bliskość rzeki, obronne położenie oraz przebiegający tędy ważny szlak handlowy wiodący z Wrocławia przez Przełęcz Międzyleską do Czech. Swoją siedzibę w tym stuleciu znalazł tutaj także zakon joannitów, a składał się na nią zabudowania mieszkalne oraz szpital. Potwierdza to dokument biskupa praskiego Jana z 1275 roku, w którym ten to wziął ów szpital pod swoją opiekę i zezwolił na budowę kaplicy przy nim.
W ciągu XIII i XIV wieku miała miejsce dalsza kolonizacja obszaru położonego między wschodnim stokiem Fortecznej Góry, a Młynówką przez niemieckich kolonistów. Obszar zabudowań klasztornych był prawdopodobnie odgrodzony palisadą lub murem. W tym okresie musiał być to teren gęsto zabudowany skoro zabrakło miejsca dla zakonu franciszkanów, w lokowanym w 2 połowie XIII wieku Kłodzku, jak i tutaj. Obszar Przedmieścia Ząbkowickiego znajdował się poza oficjalnym zabudowaniami Kłodzka i oddzielony był od niego Bramą Ząbkowicką. Po przeniesieniu się joannitów w obręb murów miejskich, co miało miejsce w 2 połowie XIV wieku, ich zabudowania klasztorne wraz ze szpitalem zaczęły popadać w ruinę. Ostatecznie spaliły się na przełomie 1469/1470 roku.

### Epoka nowożytna
Decyzją hrabiego kłodzkiego Henryk I Starszy dawne włości joannitów na Przedmieściu Ząbkowickim zostały w 1475 roku przekazane bernardynom, którym władca ufundował niedługo potem w tym miejscu kościół i klasztor. Zabudowania te zostały uszkodzone w 1517 roku w wyniku pożaru. Ich odbudowa szła opornie, a dodatkowo do tego przyczyniały się nowinki religijne związane z reformacją w Kościele rzymskokatolickim. Ostatecznie mnisi opuścili swoje nieruchomości w 1546 roku, a w ich miejscu po remoncie z funduszy miejskich ulokowano szpital zakaźny.
Wraz z rozbudową murów miejskich w epoce nowożytnej na przełomie lat 80 i 90. XVI wieku wzniesiono nową Bramę Ząbkowicka.
W 1622 roku w czasie wojny trzydziestoletniej (1618-1848) całość zabudowań Przedmieścia Ząbkowickiego została spalona podczas oblężenia Kłodzka przez wojska cesarskie. Obszar ten wraz z kompleksem kościelno-klasztornym do którego wrócili bernardyni, został odbudowany w 2 połowie XVII wieku. Przedmieście Ząbkowickie uchodziło w tym czasie za najludniejsze i najgęściej zabudowane kłodzkie osiedle.

### Pod panowaniem pruskim (niemieckim)
Zasadnicze zmiany na tym obszarze nastąpiły po przejęciu Kłodzka w 1742 roku na mocy pokoju wrocławskiego przez Królestwo Prus. Ich władca Fryderyk II Wielki Hohenzollern przystąpił do rozbudowy i przebudowy fortyfikacji twierdzy kłodzkiej oraz miasta. Docenił on jego strategiczne położenie, lokując w nim siedzibę dużego garnizonu. Znacznie odbiło się to na rozbudowie miasta, która podporządkowana była wyłącznie decyzją monarchy celom wojskowym.
Od 1743 roku na Fortecznej Górze trwała budowa nowoczesnej, jak na tamte czasy twierdzy. W ramach systemu obronnego nowej warowni znaczące miejsce znalazł teren Przedmieścia Ząbkowickiego włączony w system fortyfikacji. Dotychczasową ludność przesiedlono w inne miejsca, zaś większość zabudowań zniszczono. Przesunięto Bramę Ząbkowicką poza klasztor bernardynów, włączając oficjalnie Przedmieście Ząbkowickie w obszar miasta. W latach 1748–1751 wzniesiono zespół klasycystycznych budowli o charakterze magazynowo-koszarowym
W 1810 roku w wyniku sekularyzacji państwo pruskie przejęło dobra należące do zakonu bernardynów. W kościele ulokowano magazyn słomy i siana, zaś klasztor zamieniono na biura i mieszkania dla podoficerów oraz urzędników wojskowych z rodzinami. Przejściowo część klasztoru pełniła także rolę szpitala. W 1834 roku rząd pruski przywrócił sakralną funkcję kościoła na ząbkowickim przedmieściu przekształcając go w ewangelicki kościół garnizonowy. W latach 1861–1862 wzniesiono nowy gmach na potrzeby Szpitala Miejskiego (niem. Bürger Hospital) wraz z przyległą do niego kaplicą św. Marii Magdaleny.
Ważnym wydarzeniem było zniesienie w 1877 roku statusu miasta-twierdzy, który umożliwił rozbiórkę fortyfikacji i dalszą rozbudowę dzielnicy bez ograniczeń budowlanych nakładanych przez władze wojskowe. W ciągu kilkunastu lat powstały: kasyno oficerskie, browar Kirchbergera, ewangelicki urząd parafialny, a na miejscu likwidowanego częściowo zespołu magazynowo-koszarowego kamienice czynszowe. Ponadto działał tu Hotel „Miasto Rzym” (niem. Stadt Rom) oraz Zajazd „Rzesza Niemiecka” (niem. Deutsches Reich). Rozbiórce uległy także bramy miejskie, w tym w 1890 roku wewnętrzna Brama Ząbkowicka, a w 1911 roku jako ostatnia w Kłodzku – zewnętrzna Brama Ząbkowicka.

### W granicach Polski
Z kataklizmu II wojny światowej obszar Przedmieścia Ząbkowickiego wyszedł praktycznie bez zniszczeń. Wysadzono jedynie stary most przy ul. Kolejowej (niem. Schleusenbrücke). Został on odbudowany w latach 1958–1960 jako Most 15-lecia PRL (obecnie Most Forteczny). Kłodzko decyzją mocarstw znalazło się w granicach Polski. W 1946 roku uruchomiono tutaj w zabudowaniach poszpitalnych Samodzielny Oddział Wewnętrzny Szpitala Miejskiego w Kłodzku, który funkcjonował do 1953 roku. Następnie do 2002 roku działał w tym budynku internat szkolny, a obecnie jest on zaadaptowany na mieszkania socjalne. Z kolei w dawnym gmachu kasyna oficerskiego uruchomiono Liceum Felczerskie, które z czasem zostało przekształcone w Zespół Szkół Medycznych. Działał ono do 2002 roku.
Wraz z przeniesieniem oczyszczalni ścieków w rejon Ustronia Dolnego w latach 60. XX wieku likwidacji uległa przepompownia nieczystości przy ul. Kolejowej. Niestety w ciągu kolejnych dekad XX wieku wskutek zaniedbań i braku inwestycji pogorszeniu uległa estetyka i stan techniczny wielu budynków na Przedmieściu Ząbkowickim mimo ich sukcesywnego wpisywania do rejestru zabytków.
Sytuacja zmieniła się po 1990 roku i demokratyzacji państwa polskiego. Od 1998 roku ma miejsce stopnia i sukcesywna, gruntowna rewitalizacja Przedmieścia Ząbkowickiego, która dokonywana jest w znacznej mierze z funduszy unijnych.

## Administracja

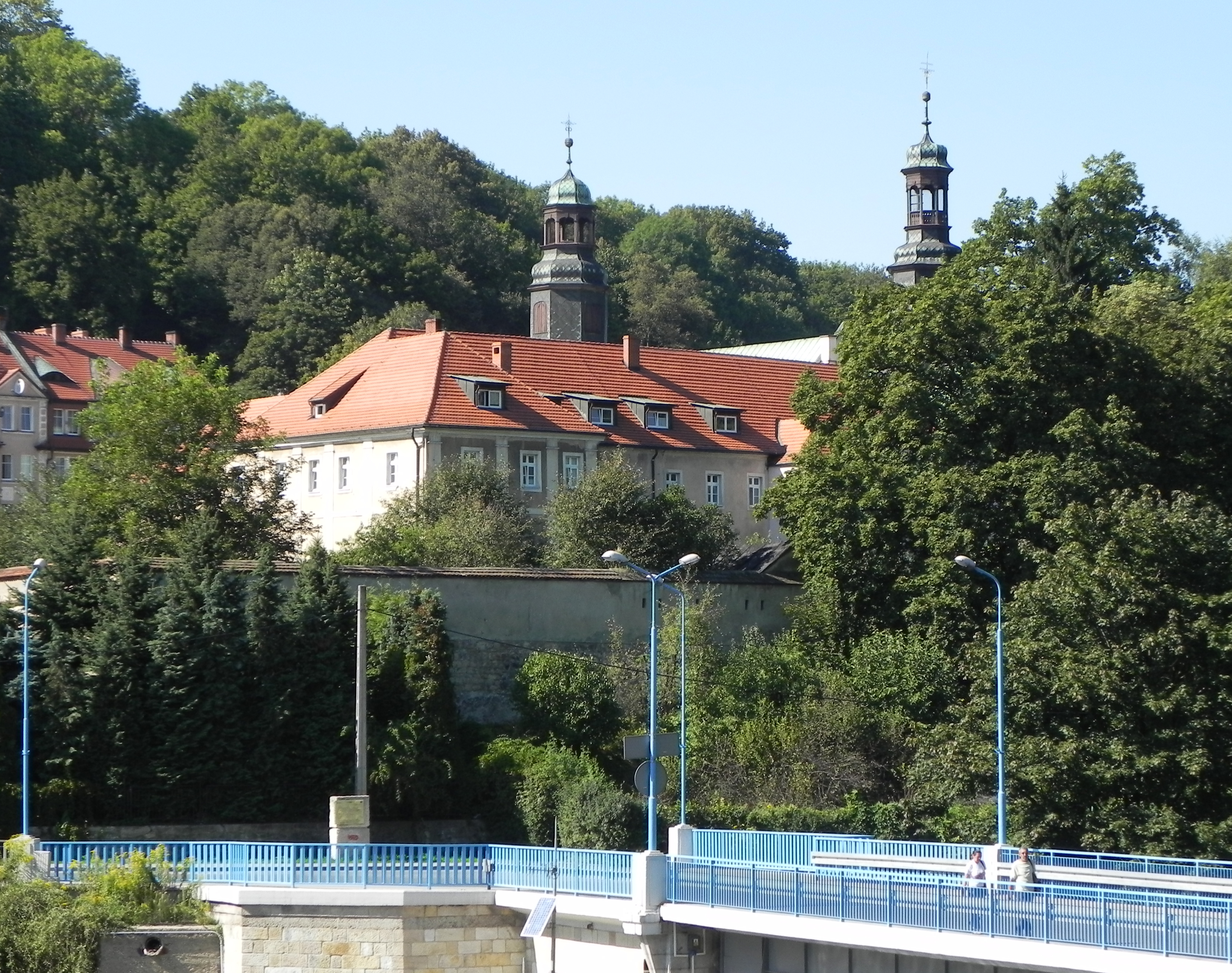
Klasztor sióstr Klarysek od Wieczystej Adoracji widoczny od strony Mostu Fortecznego

Obszar Przedmieścia Ząbkowickiego od zawsze dzielił losy polityczno-administracyjne z Kłodzkiem, zostając do niego oficjalnie włączony już w średniowieczu. Po zakończeniu II wojny światowej znalazł się w granicach Polski. Wszedł jako część Kłodzka w skład województwa wrocławskiego, powiatu kłodzkiego. Z kolei po zmianach w administracji terenowej w latach 70. XX wieku wszedł w skład województwa wałbrzyskiego. W 1999 roku ponownie reaktywowano powiat kłodzki, który wszedł w skład województwa dolnośląskiego.
Na terenie Kłodzka nie występują pomocnicze jednostki administracyjne, takie jak: osiedla, czy dzielnice, dlatego też o większości spraw decyduje samorząd miejski, którego siedziba znajduje się w ratusz na pl. Bolesława Chrobrego, na Starym Mieście. Mieszkańcy wybierają do Rady Miasta pięciu radnych co 5 lat (do 2018 roku kadencja wynosiła 4 lata), tworząc okręg wyborczy nr 2, wraz z całą środkową i północno-zachodnią częścią miasta, położoną na lewym brzegu Nysy Kłodzkiej.

## Edukacja i kultura
Przedmieście Ząbkowickie ma długowiekowe tradycje kulturalno-oświatowe, ponieważ działały tu szkoły zarówno prowadzone przez zakonników, jak i władze świeckie. Po II wojnie światowej przy ul. Łukasińskiego powstało Liceum Medyczne Pielęgniarstwa wraz z internatem, który ulokowano w dawnym Szpitalu św. Marii Magdaleny. W 1990 roku obok likwidowanego Liceum Medycznego, przekształconego w Medyczne Studium Zawodowe powstało II Liceum Ogólnokształcące, które zostało w 2003 roku włączone w skład Kłodzkiej Szkoły Przedsiębiorczości i przeniesione do jej gmachu na Śródmieściu.

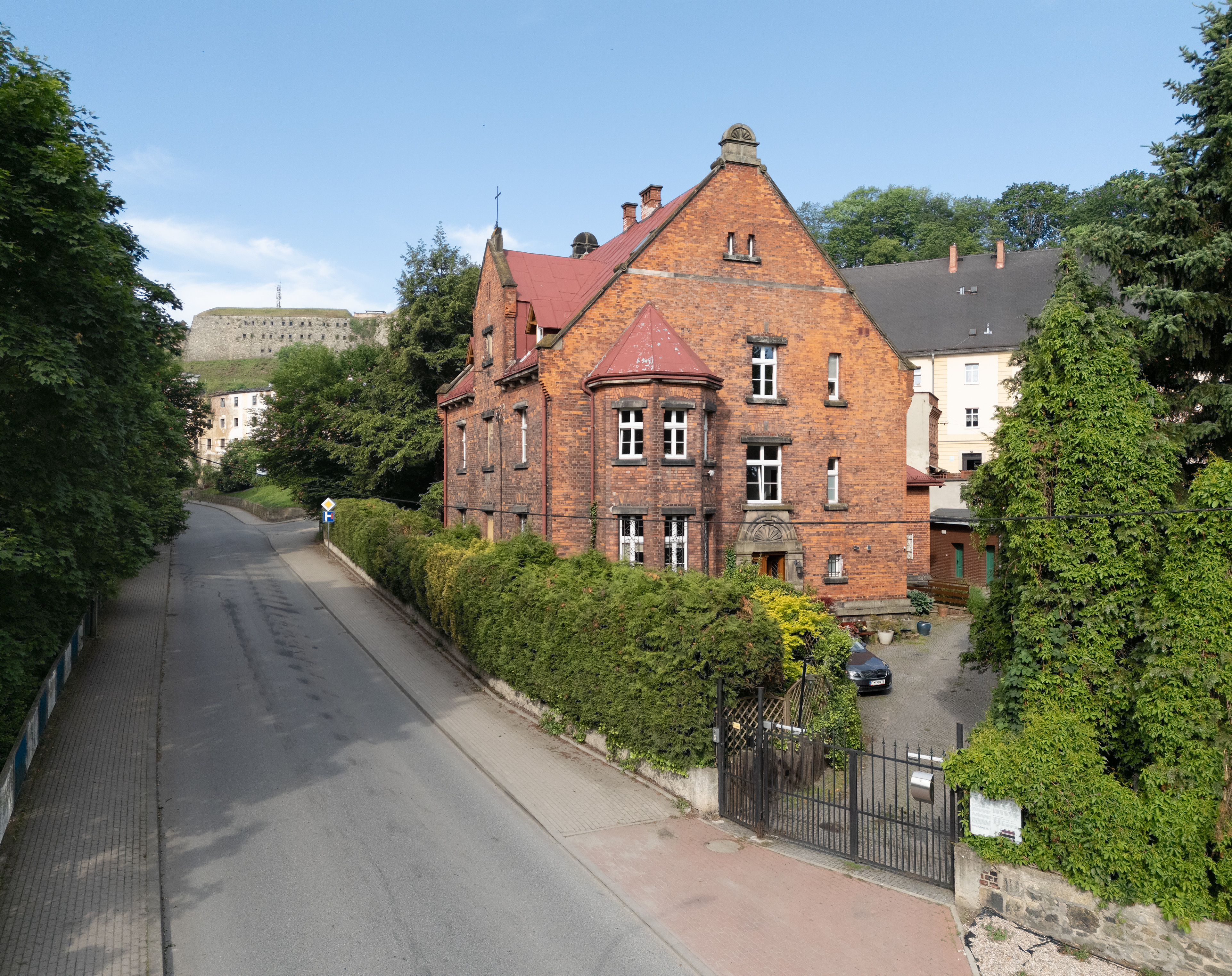
Siedziba kłodzkiej parafii ewangelicko-augsburskiej przy ul. Kolejowej

Miejscowe dzieci w wieku 7–15 lat pobierają naukę w mieszczącej się na starówce – Szkole Podstawowej nr 1 im. Adama Mickiewicza przy ul. Zawiszy Czarnego 3-5. Następnie młodzież kontynuuje dalsze kształcenie w zdecydowanej większości w szkołach średnich położonych w centrum miasta.
W 2012 roku w budynku dawnego liceum inż. Czesław Wojciechowski podjął próbę utworzenia niepublicznej Sudeckiej Szkoły Wyższej, kształcącej w dziedzinie informatyki, jednak z braku chętnych studentów ostatecznie uczelnia nie została uruchomiona, zaś budynek został zaadaptowany na cele Centrum Aktywności Lokalnej w Kłodzku.

## Religia
Większość mieszkańców dzielnicy stanowią wyznawcy Kościoła rzymskokatolickiego. Przedmieście Ząbkowickie wchodzi w skład katolickiej parafii Wniebowzięcia Najświętszej Maryi Panny, która obejmuje swoim zasięgiem całą środkową i północno-zachodnią część miasta oraz Gołogłowy. Została ona utworzona w średniowieczu. Jej siedziba znajduje się na terenie starówki. Obecnie funkcję proboszcza sprawuje ks. Henryk Całka, SJ. Parafia ta wchodzi w skład diecezji świdnickiej i dekanatu kłodzkiego.
Filialną świątynią tej parafii jest kościół św. Jerzego i św. Wojciecha (dawniej Chrystusa Króla), którego początki sięgają XV wieku. Przy nim znajduje się klasztor, w którym od 1946 roku mieszkają siostry zakonne klaryski od wieczystej Adoracji. Cały kompleks znajduje się na północnym krańcu ul. Łukasińskiego.
W dzielnicy przy ul. Kolejowej swoją siedzibę ma także kłodzka parafia ewangelicko-augsburska, której proboszczem jest ks. Robert Sitarek. Ma ona swoje trzy filie w: Opolnicy, Kudowie-Zdroju oraz Ząbkowicach, a jej początki sięgają 1531 roku.

## Architektura i urbanistyka

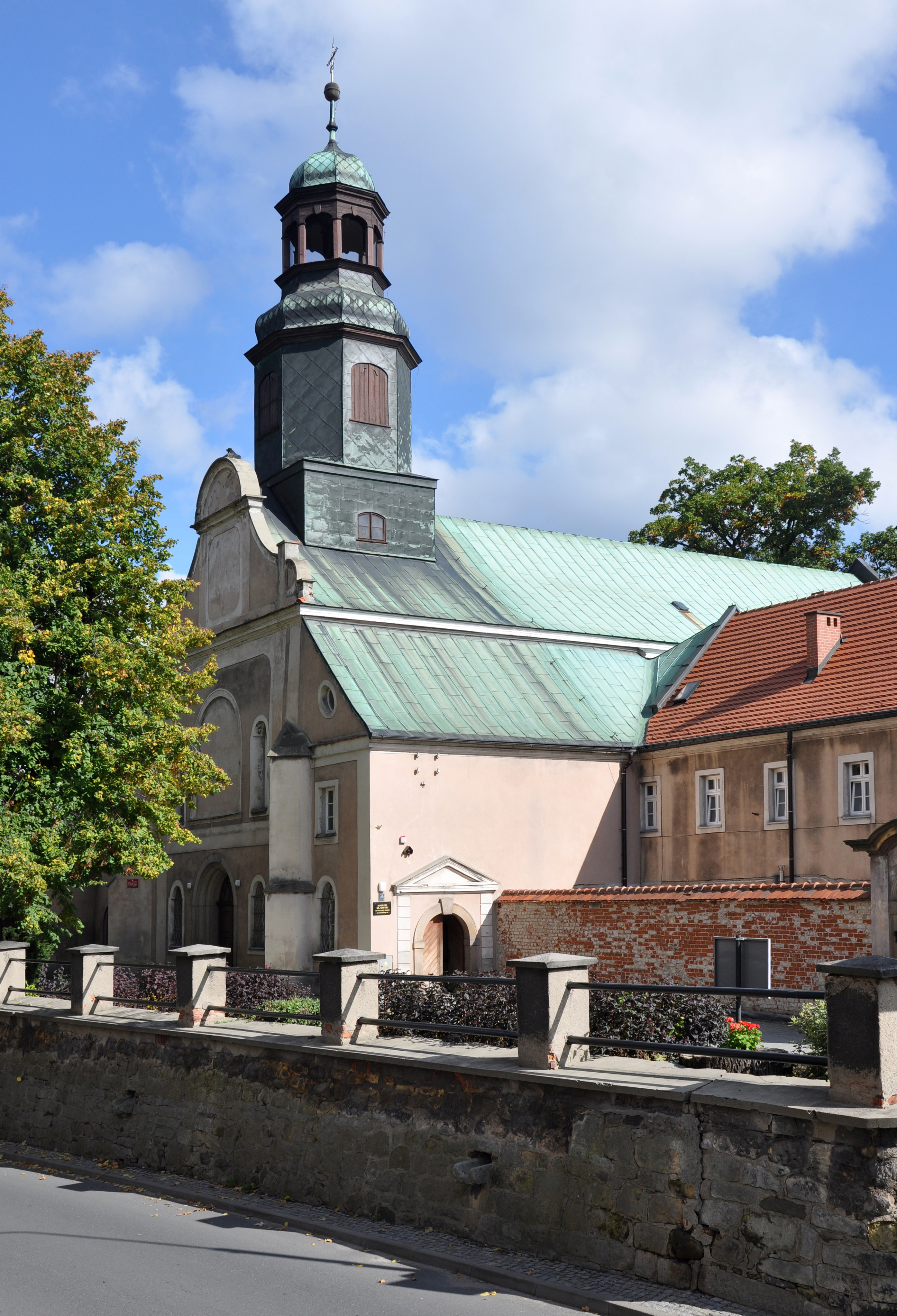
Kościół św. Jerzego i św. Wojciecha, jeden z najcenniejszych zabytków Przedmieścia Ząbkowickiego

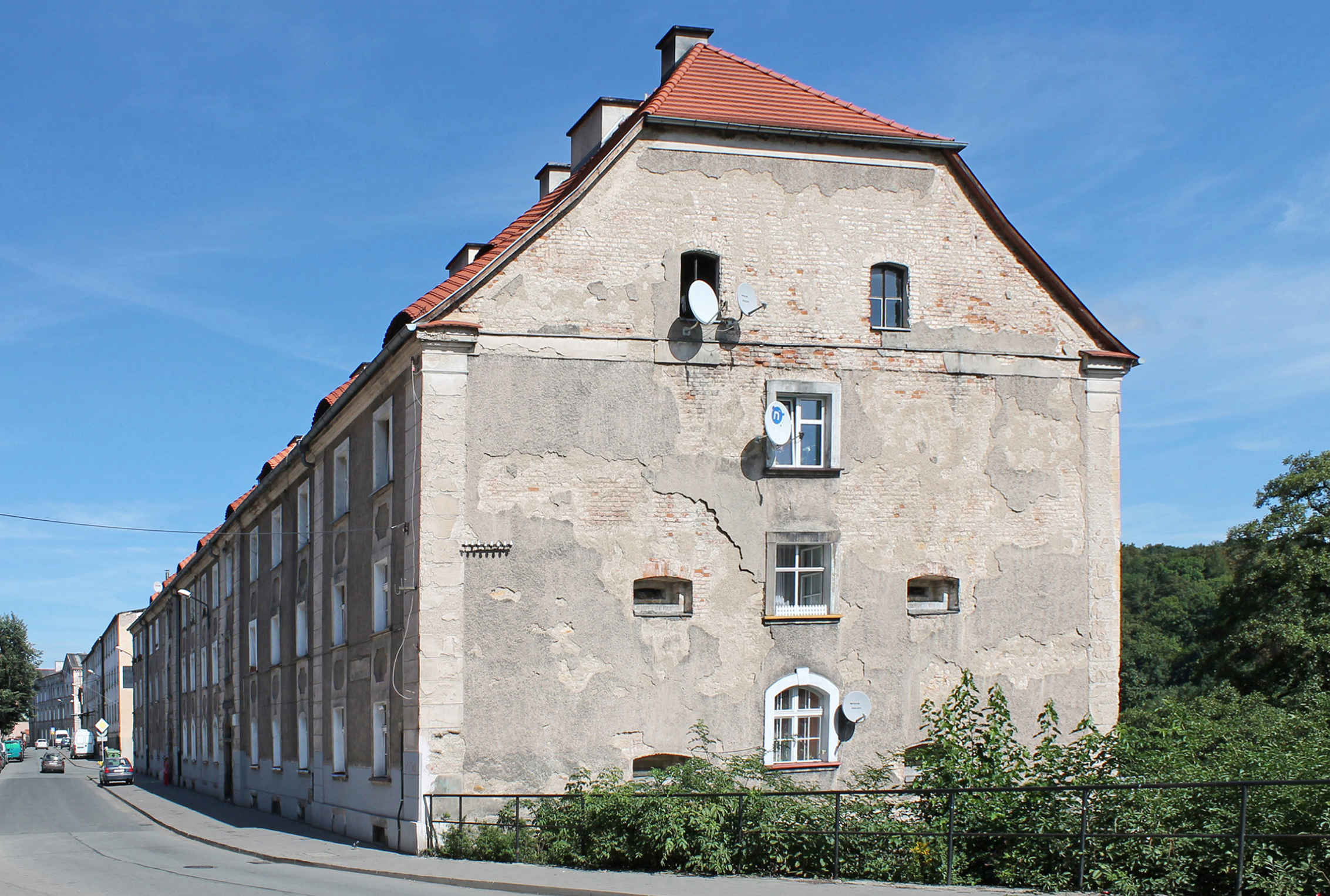
Jeden z gmachów pruskich wchodzących w skład kompleksu koszarowo-magazynowego przy ul. Łukasińskiego 26

Zabudowania Przedmieścia Ząbkowickiego ciągną się od czasów średniowiecza wzdłuż głównej ulicy tej dzielnicy, noszącej obecnie nazwę Waleriana Łukasińskiego. Od ulicy tej po około 100 m odchodzi w kierunku wschodnim ul. Kolejowa opadająca lekkim zboczem w kierunku Nysy Kłodzkiej nad którą przerzucono Most Forteczny (dawniej Most 15-lecia PRL). Cały obszar dawnego przedmieścia stanowi wąski pas ograniczony od wschodu skarpą opadająca w kierunku Młynówki, zaś od zachodu stromo wznoszącym się stokiem Fortecznej Góry zajmowanej aktualnie przez twierdzę kłodzką.
Teren Przedmieścia Ząbkowickiego bogaty jest w obiekty zabytkowe jako, że obszar ten zasiedlony był już w XII wieku. Współczesna zabudowa tego terenu związana jest w głównej mierze w budową na Fortecznej Górze twierdzy przez Austriaków, rozbudowanej w znaczący sposób za panowania pruskiego. Ci ostatni ulokowali w 2 połowie XVIII wieku wzdłuż ulicy Ząbkowickiej (obecnie Łukasińskiego) wielki kompleks wojskowy na który składały się: koszary, kwatery oficerskie, szpital i magazyny żywności. Wraz ze zniesieniem statusu miasta-twierdzy w 1877 roku oraz ograniczeń budowlanych z tym związanych w rejonie tym zaczęły powstawać w zachodniej części ul. Łukasińskiego kamienice czynszowe.
W skład Przedmieścia Ząbkowickiego wchodzą 3 ulice:
- ul. Forteczna (część)
- ul. Kolejowa
- ul. Waleriana Łukasińskiego (część)

Do najważniejszych zabytków znajdujących się na terenie Przedmieścia Ząbkowickiego zaliczyć możemy:
- kościół pw. św. Jerzego i św. Wojciecha – ul. Łukasińskiego 36; Pierwsza historyczna wzmianka o świątyni pochodzi z 1275 roku. Budowa obecnego kościoła zaczęła się w 1643 roku. Jest to budowla barokowa, zaś w jego prezbiterium znajdują się pozostałości sklepienia gotyckiego. W 1760 roku od frontu dobudowano wieżę z baniastym hełmem.
- klasztor ss. klarysek od wieczystej Adoracji – ul. Łukasińskiego 34; Barokowy gmach w kształcie czworoboku z wirydarzem powstały w latach 1664–1665 na miejscu wcześniejszego z XIV wieku[53].
- Zespół koszarowo-magazynowy – ul. Łukasińskiego 26-32; zespół klasycystycznych trzykondygnacyjnych budynków koszarowo-magazynowych nakrytych dachami dwuspadowymi, powstałych w latach 1748–1751 wraz z dobudowanym z 2 połowie XIX wieku szpitalem i kaplicą pw. Marii Magdaleny[54].

## Rekreacja
Przedmieście Ząbkowickie z racji swojego ukształtowania terenu pozbawione jest terenów rekreacyjnych. Przy dawnym gmachu II Liceum Ogólnokształcącego znajduje się betonowe boisko do koszykówki. Poza tym znajdujące się po lewej stronie ul. Łukasińskiego kamienice posiadają na swoich tyłach niewielkie ogródki działkowe położone na stoku Fortecznej Góry.
Z terenów tej historycznej dzielnicy Kłodzka widoczna jest odtworzona pod koniec lat 10. XXI wieku wschodnia część ścieżki historycznej wokół twierdzy głównej, zakończona parkiem linowym.

## Gospodarka

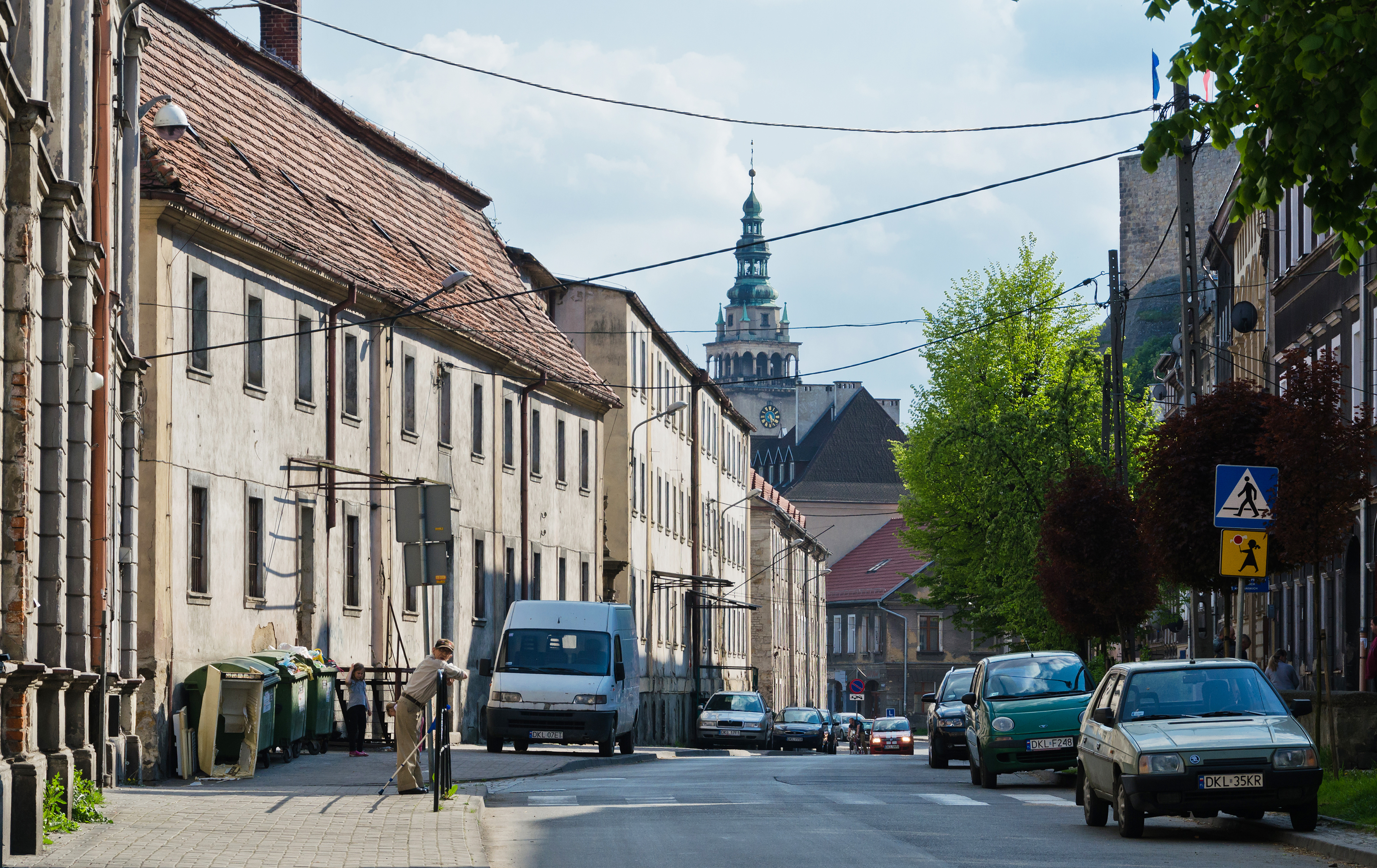
Widok z ul. Łukasińskiego na Przedmieściu Ząbkowickim w kierunku Starego Miasta, widoczna gotycka wieża ratuszowa

Przedmieście Ząbkowickie z racji bliskiego położenia Starego Miasta nie posiada własnej infrastruktury handlowej. Działa tutaj kilka prywatnych sklepów. Dawne pruskie obiekty koszarowe zostały zaadaptowane na magazyny oraz hurtownie. Część z nich po okresie transformacji gospodarczej z lat 90. XX wieku czeka na ponowne zagospodarowanie.
W 2017 roku pojawił się pomysł, żeby w byłym magazynie prowiantowym garnizonu kłodzkiego przy ul. Łukasińskiego 28-30, zajmowanym wcześniej przez hurtownię „Domino”, powstał Kłodzki Inkubator Przedsiębiorczości. Miały w nim być zlokalizowane lokale usługowe i biurowe pod wynajem dla przedsiębiorców, pomieszczenia pomocnicze (serwerownia), zaplecze techniczne i socjalne, sale szkoleniowo-konferencyjne, laboratorium komputerowe, pomieszczenia administracyjne oraz pomieszczenia doradców.

## Infrastruktura

### Transport
Przez wiele stuleci przez obszar ząbkowickiego przedmieścia przebiegały ważne szlaki handlowe, łączące zachód ze wschodem oraz południe z północą, w tym przebiegała tędy główna trasa z Pragi do Wrocławia. Po rozbiórce murów i bram miejskich pod koniec XIX wieku, nastąpiło znaczące przesunięcie dróg tranzytowych w kierunku południowej oraz wschodniej części miasta z pominięciem tego obszaru.

### Komunikacja
Przez teren Przedmieścia Ząbkowickiego nie przebiega żadna linia komunikacji miejskiej, której organizatorem w mieście jest prywatna firma A-Vista oraz PKS Kłodzko.

### Bezpieczeństwo
W zakresie ochrony przeciwpożarowej oraz innych miejscowych zagrożeń – mieszkańcy Przedmieścia Ząbkowickiego podlegają pod rejon działania Powiatowej Państwowej Straży Pożarnej, która ma swoją siedzibę przy ulicy Traugutta 7 oraz Komendy Powiatowej Policji w Kłodzku przy pl. Chopina 2. Funkcję dzielnicowego sprawuje sierż. Wojciech Bagiński z II Rejonu Służbowego. Z ramienia kłodzkiej straży miejskiej II Rejon Służbowy obsługują st. insp. Wojciech Mania oraz mł. spec. Krzysztof Krawczuk.